# Chronologie de l'invasion de l'Ukraine par la Russie
Pour un article plus général, voir Invasion de l'Ukraine par la Russie.

Carte animée de l'invasion du 24 février au 7 avril (carte détaillée par ville).

Le 24 février 2022, la Russie, alors qu'elle était déjà présente militairement sur le territoire ukrainien et se battait dans la région du Donbass depuis 2014, lance une invasion militaire de l'Ukraine. Cet article présente une chronologie des évènements clés de ce conflit.

## Contexte
Le 24 février, la Russie envahit l'Ukraine, marquant une escalade majeure de la crise russo-ukrainienne en cours depuis 2014. La campagne est précédée d'un renforcement militaire russe dès le début de l'année 2021, ainsi que de nombreuses demandes russes de mesures de sécurité et d'interdictions légales contre l'adhésion de l'Ukraine à l'OTAN.
L'invasion connait cinq phases principales (au 25 septembre 2022) :
1. Le 24 février : invasion ; quatre fronts ouverts ;
2. Du 25 février au 24 mars : avancée rapide des forces russes, dont certaines parviennent jusqu'en banlieue de Kiev ;
3. Le 2 avril : les troupes russes se retirent du nord de l'Ukraine et se redéployent sur le Donbass ;
4. d'avril à août : enlisement du conflit. Peu d'avancées russes ;
5. Le 7 septembre : contre-offensive ukrainienne dans les régions de Kharkiv et Kherson.

## Évènements précédant l'invasion
Le 10 novembre 2021, un mouvement inhabituel de troupes russes près des frontières de l'Ukraine est signalé. Le 28 novembre, une accumulation de 92 000 soldats russes est notée aux frontières de l'Ukraine.
- Le 7 décembre, le président américain Joe Biden met en garde Poutine contre « des mesures économiques et autres fortes sanctions » si la Russie attaque l'Ukraine.
- Le 17 décembre, Poutine demande des limites aux activités de l'OTAN en Europe de l'Est, ainsi que l'interdiction d'une adhésion de l'Ukraine à l'OTAN. Demandes rejetées.
- Le 17 janvier 2022, des troupes russes arrivent en Biélorussie, alliée de la Russie, officiellement pour des exercices militaires.
- Le 19 janvier, les États-Unis accordent à l'Ukraine deux cents millions de dollars d'aide à la sécurité.
- Le 24 janvier, l'OTAN met des troupes en attente.
- Le 25 janvier, des exercices russes impliquant six mille soldats et soixante avions à réaction ont lieu en Russie près de l'Ukraine et de la Crimée.
- Le 10 février, la Russie et la Biélorussie entament dix jours de manœuvres militaires.
- Le 17 février, les combats s'intensifient dans les régions séparatistes de l'est de l'Ukraine.

## Chronologie des évènements

### 2022

#### Février

Plans d'invasions possibles
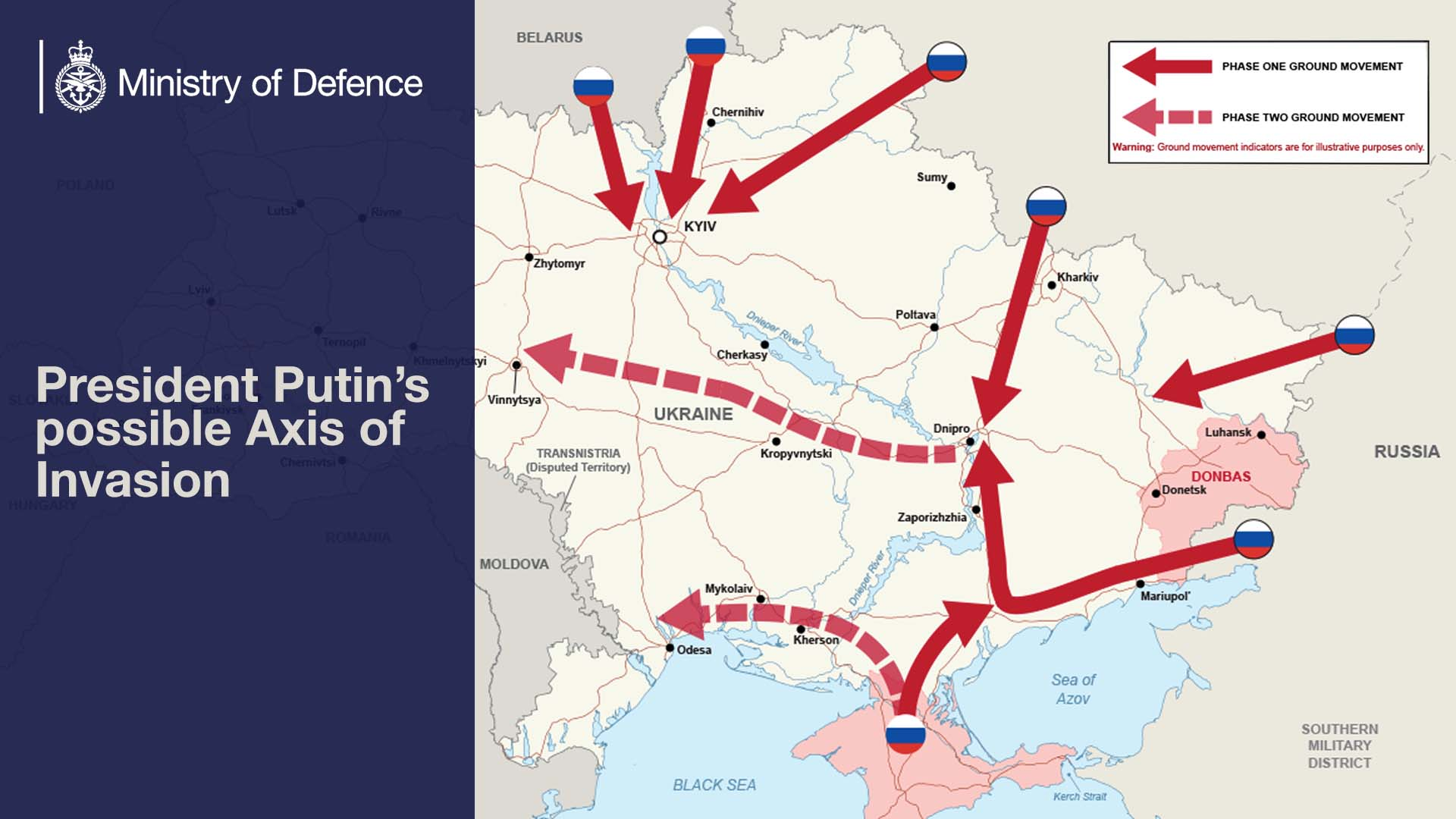
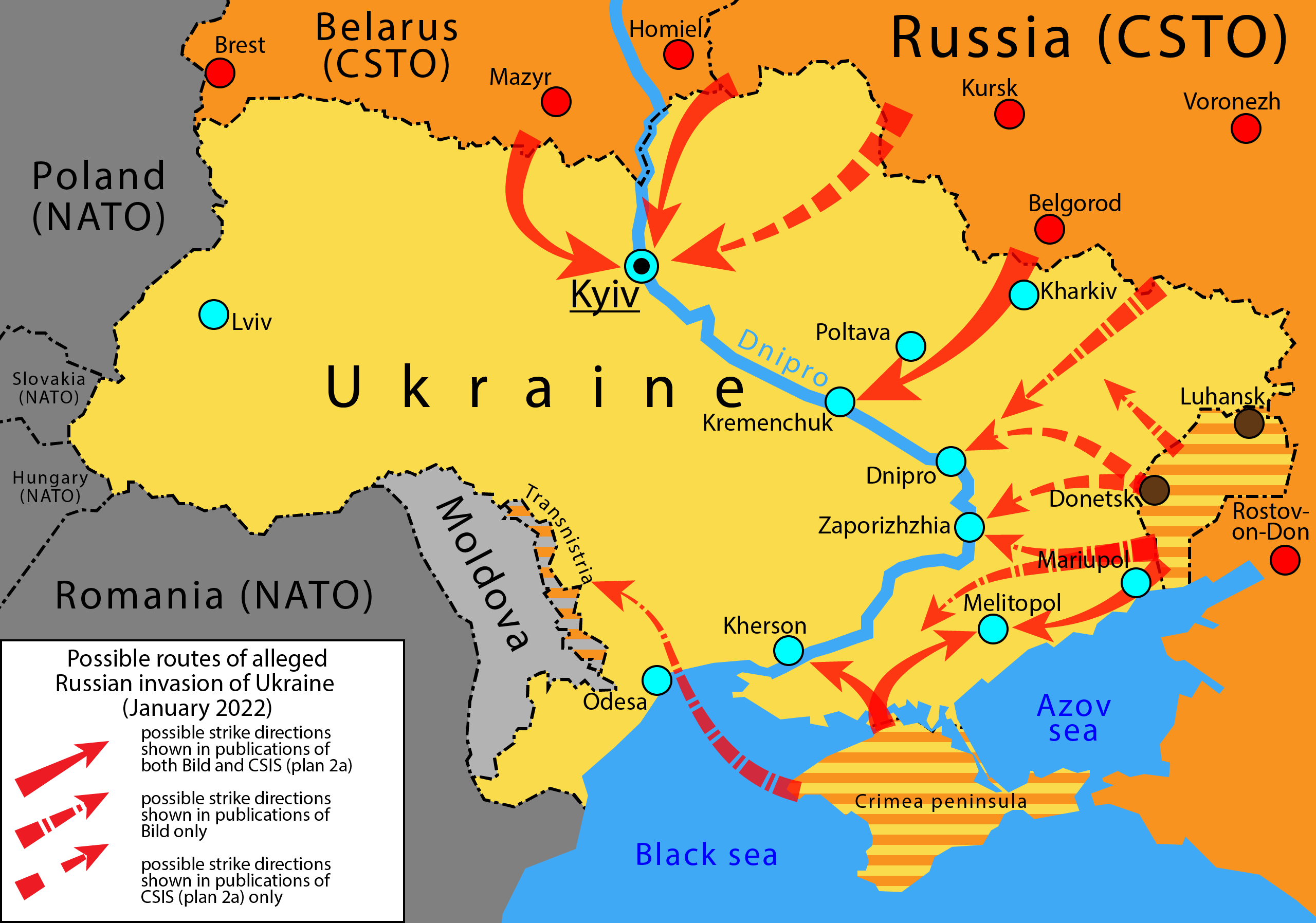

- Ce lien permet de visualiser l'évolution de la situation sur une carte actualisée depuis le début de la guerre en Ukraine, le 24 février 2022. Invasion de l'Ukraine en cartes : l'évolution des combats semaine après semaine

##### 21 février
À 22 h 35 (UTC+3), le président russe Vladimir Poutine annonce que la Russie reconnaît l'indépendance de deux régions sécessionnistes prorusses dans l'est de l'Ukraine. Cela conduit à une première série de sanctions économiques de la part des pays de l'OTAN dès le lendemain.

##### 24 février

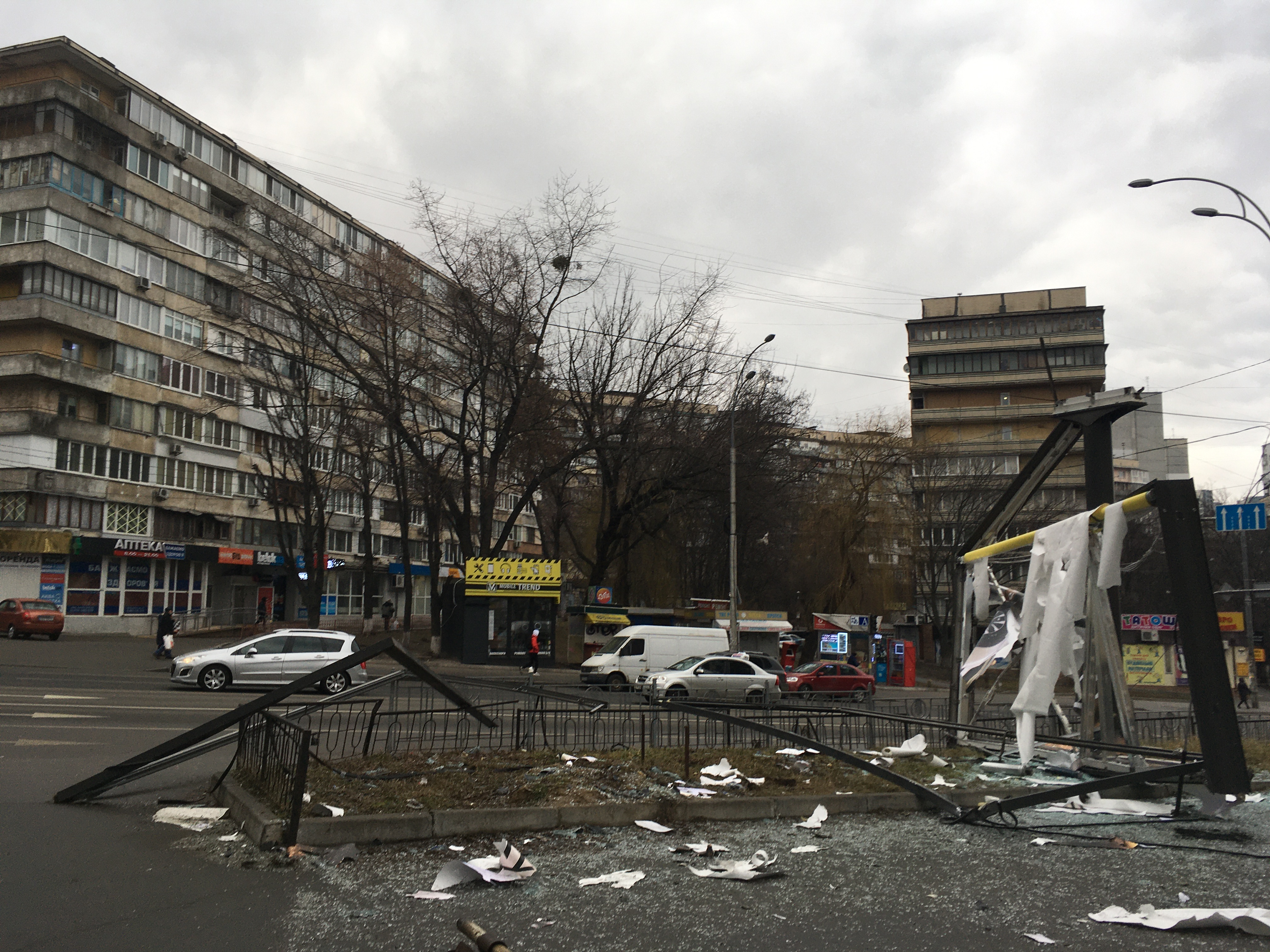
Structure à Kiev touchée par un fragment de missile, 24 février.

Vers 5 h 30, heure de Moscou (UTC+3), au cours d'une allocution télévisée vraisemblablement préenregistrée, le président russe Vladimir Poutine annonce une « opération militaire spéciale » en Ukraine,. Dans son allocution, il affirme qu'il n'est pas prévu d'occuper le territoire ukrainien et qu'il soutient le droit des peuples ukrainiens à l'autodétermination. Selon lui, cette opération de la Russie vise la « démilitarisation et la dénazification » de l'Ukraine, et déclare que « toute responsabilité pour une éventuelle effusion de sang reposera entièrement sur la conscience du régime au pouvoir sur le territoire de l'Ukraine ». Le ministère russe de la Défense demande aux unités de contrôle du trafic aérien de l'Ukraine d'arrêter les vols, et l'espace aérien au-dessus du pays est limité au trafic aérien non civil, et toute la zone est considérée comme une zone de conflit actif par l'Agence de la sécurité aérienne de l'Union européenne,.
Quelques minutes après l'annonce de Poutine, des explosions sont signalées à Kiev, Kharkiv, Odessa et dans le Donbass,. Les forces russes entrent en Ukraine par une région proche de Kharkiv, en provenance de Russie, de Biélorussie et de Crimée (annexée par la Russie en 2014). Des véhicules militaires russes passent par le checkpoint Senkivka, au point où l'Ukraine rencontre la Biélorussie et la Russie, vers 6 h 48 heure locale. Une vidéo capture des troupes russes entrant en Ukraine depuis la Crimée annexée par la Russie,. Des troupes russes débarquent à Marioupol et Odessa. Des missiles de croisière et balistiques sont lancés sur des aérodromes, des quartiers généraux militaires et des dépôts militaires à Kiev, Kharkiv et Dnipro,,.
Les attaques russes se concentrent dans un premier temps sur les infrastructures militaires telles que l'artillerie et les stocks de missiles, les « systèmes de défense antiaérienne », les systèmes informatiques tels que les centres de commandement et de contrôle, et les bases aériennes de l'Ukraine, dont l'aéroport de Hostomel. Des avions de chasse et des hélicoptères tentent d'établir une supériorité aérienne. La Russie tente de créer un mouvement de tenailles pour encercler Kiev et envelopper les forces ukrainiennes à l'est, de la Biélorussie au nord, de Donetsk et de la Crimée dans le Sud.
Les États-Unis pensent que la Russie a l'intention de « décapiter » le gouvernement ukrainien et d'installer un gouvernement fantoche prorusse, des responsables du renseignement américain annoncent la chute de Kiev dans les 96 prochaines heures compte tenu des circonstances sur le terrain.
Selon l'ancien vice-ministre ukrainien de l'Intérieur, Anton Gerachtchenko, conseiller officiel du gouvernement, juste après 06 h 30 (UTC+2), les forces russes envahissent l'Ukraine par voie terrestre près de la ville de Kharkiv et à grande échelle des débarquements amphibies sont signalés dans la ville de Marioupol,,. À 7 h 40, des troupes entrent également dans le pays depuis le territoire biélorusse. Les forces frontalières ukrainiennes signalent des attaques sur des sites dans les oblasts de Louhansk, Soumy, Kharkiv, Tchernihiv et Jytomyr, ainsi qu'en Crimée. Le ministère ukrainien de l'Intérieur rapporte que les forces russes ont pris les villages de Horodyshche et Milove à Louhansk. L'armée ukrainienne repousse une attaque près de Chtchastia (près de Louhansk) et reprend le contrôle de la ville, faisant près de cinquante victimes du côté russe.
Les troupes russes en provenance de Crimée s'emparent rapidement du sud de l'oblast de Kherson et notamment des villes d'Olechky, de Henitchesk et de Tchaplynka,,.
Peu avant 7 heures (UTC+2), le Président Volodymyr Zelensky annonce l'introduction de la loi martiale en Ukraine et rompt les relations russo-ukrainiennes avec effet immédiat. Il signe le décret no 64/2022 sur l'imposition de la loi martiale en Ukraine, imposée à partir de 5 h 30 le 24 février 2022 pour une durée de trente jours et annonce que l'Ukraine rompt ses relations diplomatiques avec la Russie.
Des missiles russes visent des infrastructures ukrainiennes, notamment l'aéroport international de Boryspil, le plus grand aéroport d'Ukraine, à 29 km à l'est de Kiev.
Aux environs de 8 h du matin, à la suite de combats dans la région de Soumy, les six premiers soldats grièvement blessés des forces armées ukrainiennes sont amenés à l'hôpital de Hloukhiv, un appel aux dons du sang est lancé par les autorités.
À 10 heures (UTC+2), lors du briefing de l'administration présidentielle ukrainienne, les autorités annoncent que les troupes russes ont envahi l'Ukraine par le nord (jusqu'à 5 km au sud de la frontière). Les troupes russes sont actives dans les oblasts de Kharkiv et de Tchernihiv et près de Soumy. D’après le service de presse du 
Président Zelensky, les soldats ukrainiens ont repoussé une attaque dans l'oblast de Volyn. À 10 h 30 (UTC + 2), les autorités annoncent que les troupes russes dans l'oblast de Tchernihiv sont stoppées, qu'une bataille majeure près de Kharkiv est en cours et que Marioupol et Shchastia avaient été entièrement récupérées.
Aux environs de 11 h du matin, un bombardement russe sur le village de Lipetske (uk) dans l'oblast d'Odessa fait dix-huit morts et six blessés parmi les militaires ukrainiens.
Lors de la bataille de l'aéroport d'Antonov, banlieue de Kiev, les troupes aéroportées de la 45e brigade Spetsnaz russes saisissent l'aéroport à Hostomel, une banlieue de Kiev, après avoir été transportée par hélicoptères tôt le matin ; une contre-offensive ukrainienne pour reprendre l'aéroport est lancée plus tard dans la journée,. La brigade d'intervention rapide de la Garde nationale ukrainienne annonce avoir abattu trois des 34 hélicoptères russes.
La Biélorussie ayant autorisé les troupes russes à envahir l'Ukraine par le nord, à 11 h 0 (UTC+2), des gardes-frontières ukrainiens signalent l'ouverture d'une brèche à la frontière à Vilcha (oblast de Kiev) et les gardes-frontières de l'oblast de Jytomyr sont bombardés par des lance-roquettes russes (vraisemblablement BM-21). Un hélicoptère sans marquage aurait bombardé la position des gardes-frontières de Slavoutytch depuis la Biélorussie. À 11 h 30 (UTC+2), une deuxième vague de bombardements de missiles russes vise les villes de Kiev, Odessa, Kharkiv et Lviv. De violents combats au sol sont signalés dans les oblasts de Donetsk et de Louhansk.
Les États-Unis, le Canada ou encore la Corée du Sud et une partie des États d'Europe s'allient alors contre cet acte de guerre de la Russie, qui viole le droit international, et annoncent des sanctions économiques[réf. nécessaire].
À 12 h 4 (UTC + 2), les troupes russes venant de Crimée se dirigent vers la ville de Nova Kakhovka dans l'oblast de Kherson. Plus tard dans la journée, les troupes russes entrent dans la ville de Kherson et prennent le contrôle du canal de Crimée du Nord, ce qui leur permet de reprendre l'approvisionnement en eau de la péninsule.
À 13 heures et 13 h 19 (UTC + 2), les gardes-frontières ukrainiens et les forces armées signalent deux nouveaux affrontements - près de Soumy (« en direction de Konotop ») et de Starobilsk (dans l'oblast de Louhansk). À 13 h 32 (UTC+2), Valeri Zaloujny, commandant en chef des forces ukrainiennes, signale quatre missiles balistiques lancés depuis le territoire de la Biélorussie en direction du sud-ouest. Plusieurs stations du métro de Kiev et du métro de Kharkiv sont utilisées comme abris antiaériens pour les populations locales. Un hôpital local de Vuhledar (oblast de Donetsk) aurait été bombardé, faisant quatre civils morts et dix blessés (dont six médecins).
À 13 h 20 (UTC+2), le maire de Tavriisk Mykola Rizak annonce que les troupes russes sont parvenues à s'emparer du canal de Crimée du Nord et de la centrale hydroélectrique de Kakhovka.
À 16 heures (UTC+2), le Président Zelensky déclare que des combats entre les forces russes et ukrainiennes ont éclaté dans les villes fantômes de Tchernobyl et Pripyat. Vers 18 h 20 (UTC+2), la centrale nucléaire de Tchernobyl passe sous contrôle russe,, tout comme les zones environnantes,,.
À 16 h 18 (UTC+2), Vitali Klitschko, le maire de Kiev, ordonne un couvre-feu entre 22 h 00 à 07 h 00.
À 16 h 55, les forces russes annoncent avoir conquis l'aéroport de Hostomel, qui est près de la capitale Kiev, après un assaut d'hélicoptères de type Mil Mi-8 et de troupes aéroportées,,. Quelques heures plus tard, les forces ukrainiennes annoncent l'avoir repris[réf. obsolète] avant que celui-ci ne soit définitivement maîtrisé par les forces russes au cours d'une action qui aurait, selon les autorités russes, fait des centaines de morts du côté ukrainien.
Peu avant 19 h (UTC+2), les troupes russes prennent possession de la centrale nucléaire de Tchernobyl ainsi que du périmètre d'exclusion qui l'entoure.
À 22 heures (UTC+2), le Service national des gardes-frontières d'Ukraine annonce la capture de l'île des Serpents à la suite d'un bombardement naval et aérien de l'île par la marine russe. Selon le ministère ukrainien de la Défense, les 13 gardes frontières ukrainiens présents sur l'île ont résisté jusqu'à la mort en refusant l'ultimatum d'un navire russe qui leur demandait de rendre leurs armes. Les derniers mots entendus de leur part ont été : « Navire russe, va te faire foutre » avant de mourir sous les frappes aériennes et les tirs d'artillerie. Ils seront tous décorés à titre posthume de la médaille de « Héros d'Ukraine » selon le Président Volodymyr Zelensky. Toutefois, deux jours après, le Service national des gardes-frontières d’Ukraine annonce que les treize soldats étaient finalement vivants et prisonniers des Russes. Dix-sept civils sont confirmés tués, dont treize dans le sud de l'Ukraine, trois à Marioupol et un à Kharkiv. Selon Zelensky, 137 citoyens ukrainiens (soldats et civils) sont morts le premier jour de l'invasion.
À 22 h (UTC+2), Kiev est assaillie par les forces russes qui annoncent aussi avoir détruit l'intégralité des défenses aériennes de l'Ukraine. La bataille de Kiev débute, et des affrontements sont en cours entre les forces ukrainiennes et des soldats russes.
À l'est du pays, les forces russes sont aux portes de Kharkiv où de rudes combats se déroulent. C'est un enjeu essentiel puisqu'il s'agit de la deuxième ville d'Ukraine par sa population (1,4 million d'habitants).
Peu après 23 heures (UTC+2), le président ordonne une mobilisation générale de tous les hommes ukrainiens âgés de 18 à 60 ans ; pour la même raison, les interessés ont interdiction de quitter l'Ukraine,. Ces mesures radicales qui incluent quatre phases jusqu'à la mobilisation de la population générale implique dans un premier temps l'interdiction de quitter le territoire pour ces hommes considérés en âge de combattre afin de pouvoir les mobiliser pour renforcer l'armée en cas de besoin, ainsi que la confiscation de véhicules. La mobilisation concerne les soldats, fonctionnaires, réservistes et ceux aptes au service militaire, exemptant ceux souffrant de problèmes de santé, ceux en charge de plus de trois enfants de moins de 18 ans, ceux élevant seuls des enfants mineurs, ceux élevant un enfant handicapé, ainsi que les députés. Ce type de mesure a déjà été utilisé par la France en temps de guerre en 1914 et 1939, pour respectivement la Première et la Seconde Guerre Mondiale.
Les réseaux sociaux sont mobilisés dès le premier jour de l'invasion, que ce soit sur des canaux Telegram, application de messagerie cryptée très populaire en Ukraine et en Russie pour son anonymat ou encore Facebook pour diffuser des vidéos ou images (vraies ou fausses) sur la situation de guerre en direct. Les premières images et vidéos, parfois en temps réel, de l'invasion sont publiées sur les réseaux sociaux, causant la suspension par erreur d'une douzaine de comptes par les plateformes publiant pourtant des informations factuelles sur les débuts des mouvements des troupes russes.

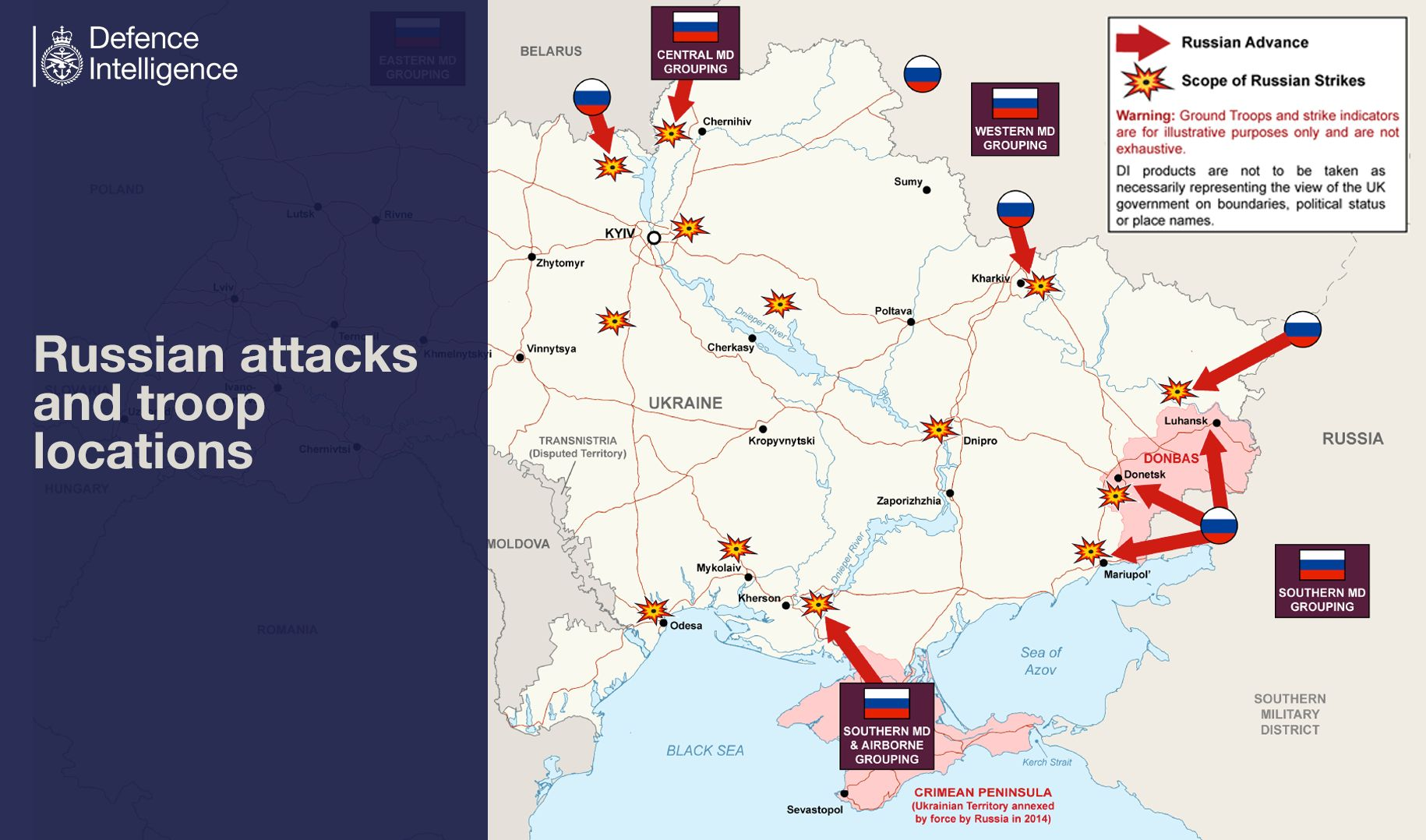
Situation au 24 février 2022[Note 1]

##### 25 février
Dans la nuit du 24 au 25 février l'aviation russe détruit l'Antonov An-225, le plus gros avion du monde, où il se trouve pour réparations sur l'aéroport Antonov à Hostomel,,.

Vers 1 h (UTC+2), les troupes russes parviennent à encercler la ville de Konotop et commencent son siège.
Vers 4 h 0 (UTC+2), heure locale, Kiev est secouée par deux explosions de missiles de croisière et balistiques russes. Certains missiles sont interceptés par la défense antiaérienne ukrainienne Le gouvernement ukrainien déclare avoir touché un avion ennemi au-dessus de Kiev, qui s'est ensuite écrasé sur un immeuble résidentiel, y mettant le feu. Il sera confirmé plus tard que l'avion était un Su-27 ukrainien.
Des analystes militaires indépendants notent que les forces russes dans le nord du pays semblent avoir été fortement engagées par l'armée ukrainienne. Les unités russes tentent d'encercler Kiev et d'avancer vers Kharkiv mais s'embourbent dans de violents combats, des images de médias sociaux suggérant que certaines colonnes blindées russes avaient été prises en embuscade. En revanche, les opérations russes à l'est et au sud s'avèrent plus efficaces. Les unités russes les mieux entraînées et équipées sont positionnées à l'extérieur du Donbass dans le sud-est et semblaient avoir manœuvré autour des tranchées défensives préparées et attaqué à l'arrière des positions défensives ukrainiennes. Pendant ce temps, les forces militaires russes venant de Crimée sont divisées en deux colonnes, les analystes suggérant qu'elles tentent peut-être d'encercler et de piéger les défenseurs ukrainiens du Donbass, les forçant à abandonner leurs défenses préparées et à se battre à découvert.
Le matin du 25 février, le Président Zelensky accuse la Russie de cibler des sites civils; le représentant du ministère ukrainien de l'Intérieur, Vadym Denysenko, estime que trente-trois sites civils avaient été touchés au cours des 24 heures précédentes.
L'armée de l'air ukrainienne mène le matin sa première frappe sur le territoire russe en prenant pour cible la base aérienne russe de Millerovo, dans l'oblast de Rostov. Elle détruit un Soukhoï Su-30SM et d'autres avions des Forces aérospatiales de la fédération de Russie.
Selon le ministère ukrainien de la Défense, les forces russes sont entrées dans le district d'Obolon, à Kiev, et se trouvent à environ 9 km du bâtiment Verkhovna Rada. Certaines forces russes sont entrées dans le nord de Kiev, mais n'ont pas progressé au-delà de cette position. Les troupes russes de Spetsnaz s'infiltrent dans la ville avec l'intention de « chasser » les responsables gouvernementaux. Un véhicule blindé banalisé est filmé virant de l'autre côté de la route et écrasant une voiture civile dans le nord de Kiev. Bien que largement décrit comme l'acte d'un pilote de char russe, les experts estiment qu'il est difficile d'identifier les auteurs et la cause de l'incident. Le civil au volant de la voiture, un homme âgé, a survécu et a été aidé par des habitants,,,.
Vers 12 h (UTC+2), les habitants de Konotop approuvent lors d'une Vishne, assemblée populaire à l'air libre la poursuite du combat contre les troupes russes. L'état-major ukrainien considère que la ville est tombée.

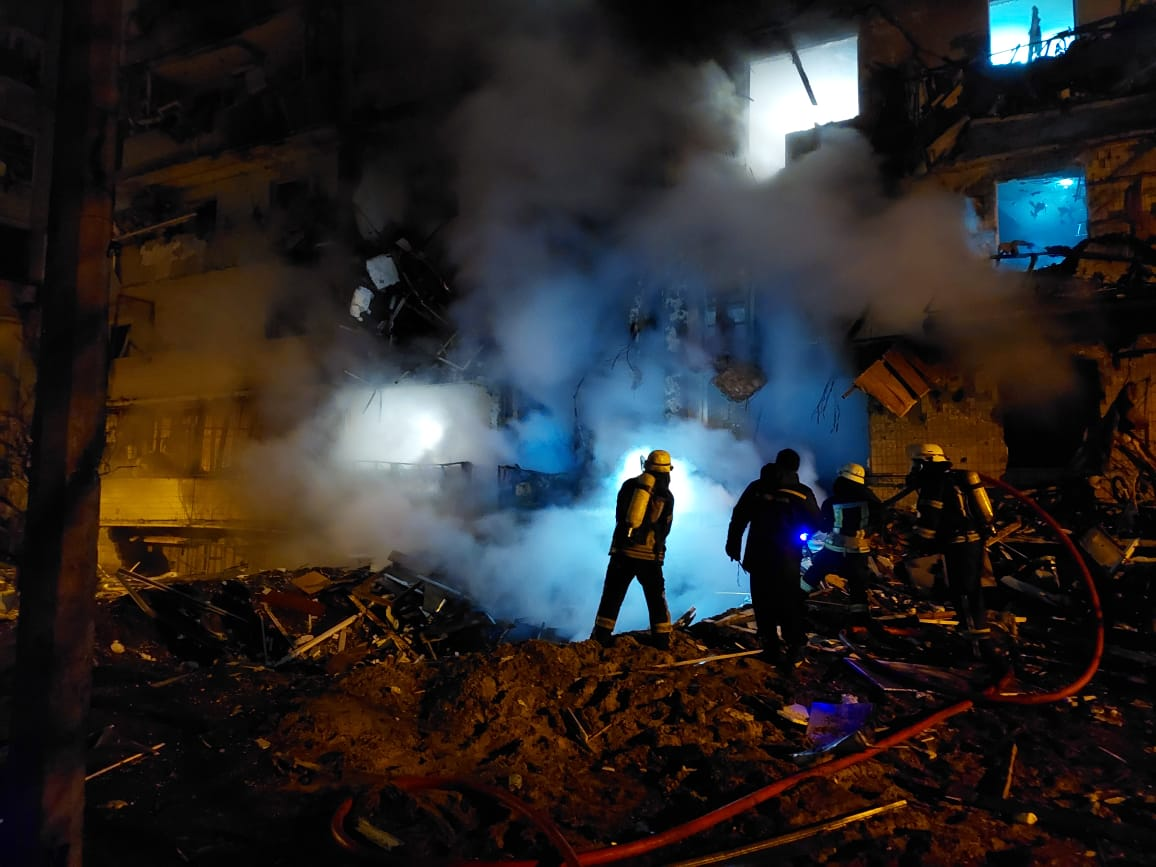
Un immeuble à Kiev (rue Oleksandr Koshyts) après le bombardement, 25 février.

Le maire de Horlivka, dans la république populaire de Donetsk soutenue par la Russie, rapporte qu'une munition tirée par l'armée ukrainienne avait touché un bâtiment scolaire local, tuant deux enseignants.
À 13 h 45, des coups de feu ont été entendus dans la capitale à 7,5 km des bâtiments gouvernementaux. Des combats ont lieu notamment dans le quartier Obolon. La capitale se prépare à un assaut des troupes russes, des armes sont notamment distribuées aux volontaires et le ministre de la défense demande aux civils de fabriquer des cocktails Molotov.
Ce 25 février, Hanna Malya la vice-ministre ukrainienne de la Défense affirme que les russes ont perdu environ 2 800 soldats, 80 chars, 516 véhicules blindés, 10 avions et sept hélicoptères depuis le début de cette l'offensive.
Alors que les troupes russes approchent de Kiev, le Président Zelensky demande aux habitants de préparer des cocktails Molotov pour « neutraliser » l'ennemi. Pendant ce temps, Poutine appelle l'armée ukrainienne à renverser le gouvernement,. L'Ukraine a distribue dix-huit mille armes à feu aux habitants de Kiev qui expriment leur volonté de se battre et déploie les Forces de défense territoriales, la composante de réserve de l'armée ukrainienne, pour la défense de Kiev. Le ministère de la Défense annonce également que tous les civils ukrainiens peuvent se porter volontaires pour le service militaire, quel que soit leur âge.
Dans la soirée, le Pentagone estime que la Russie n'a pas établi la suprématie aérienne escomptée de l'espace aérien ukrainien, ce qui, selon les analystes américains, se produira rapidement après le début des hostilités. Les capacités des défenses aériennes ukrainiennes avaient été dégradées par les attaques russes, mais restaient opérationnelles. Des avions militaires des deux pays ont continué de survoler l'Ukraine. Le Pentagone ajoute que les troupes russes n'avancent pas aussi rapidement que les services de renseignement américains ou Moscou ne le pensaient, que la Russie n'avait pris aucun centre de population et que le commandement et le contrôle ukrainiens étaient toujours intacts. Toujours d'après le Pentagone, la Russie n'a déployé en Ukraine que 30 % des 150 000 à 190 000 soldats qu'elle a massés à la frontière.
Des informations circulent sur une attaque de missiles ukrainiens contre la base aérienne de Millerovo en Russie, pour empêcher que la base ne soit utilisée pour fournir un soutien aérien aux troupes russes en Ukraine.
Le gouvernement ukrainien annonce ne pas avoir « peur de parler de statut neutre ». Le même jour, le Président Poutine indique à Xi Jinping, le chef suprême chinois et secrétaire général du Parti communiste chinois, que « la Russie est disposée à mener des négociations de haut niveau avec l'Ukraine ».

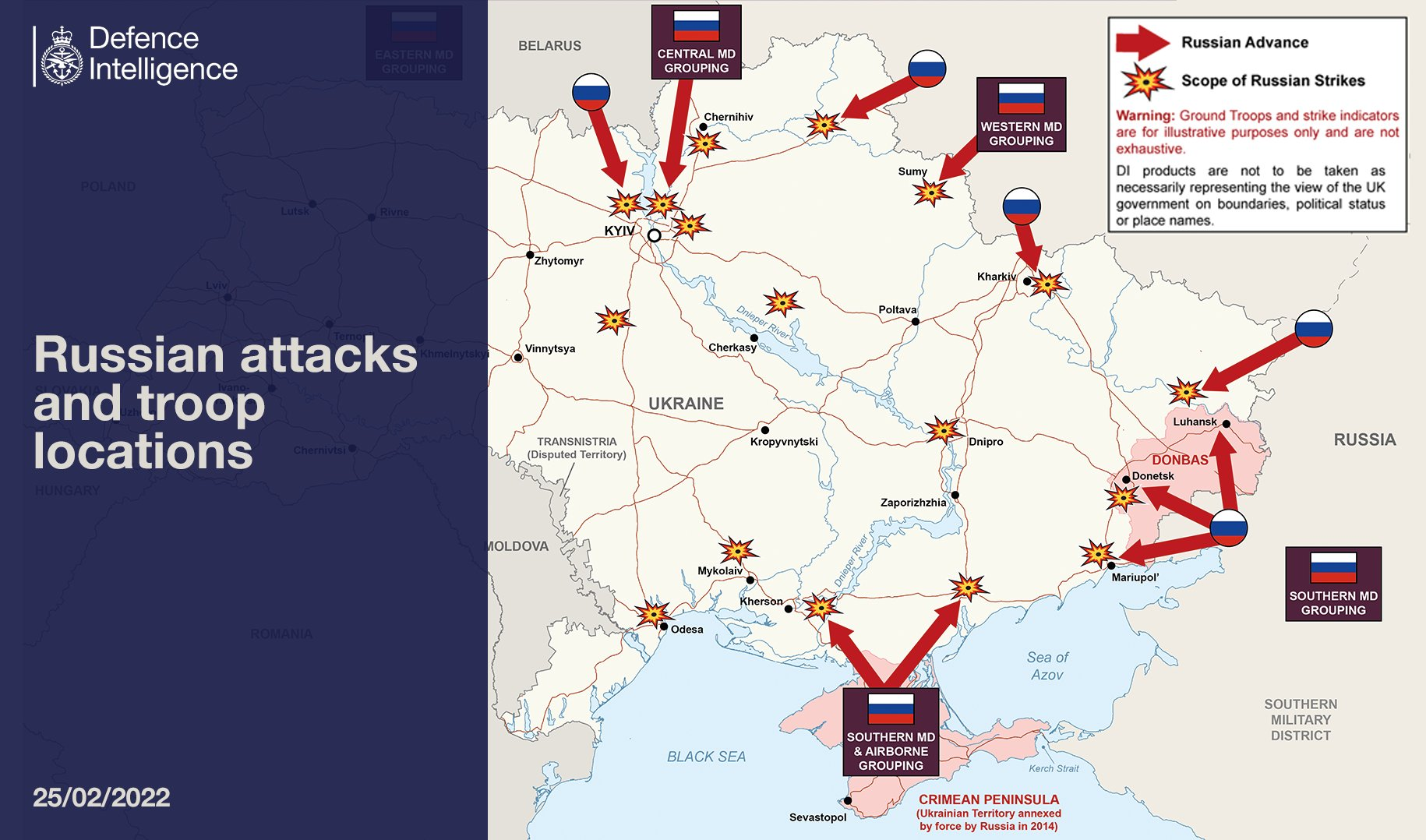
Situation au 25 février 2022[Note 1]

##### 26 février
À 0 h 0 (UTC), de violents combats sont signalés au sud de Kiev, près de la ville de Vassylkiv et de sa base aérienne. À 1 h 41 (UTC+2), l'état-major ukrainien revendique qu'un chasseur ukrainien Su-27 a abattu un avion de transport russe Il-76 transportant des parachutistes près de la ville,, action mise en parallèle avec l'avion ukrainien de même type abattu par les séparatistes près de Louhansk, le 14 juin 2014, causant la mort de 49 personnes. Le nombre de victimes est inconnu, l'appareil pouvant contenir jusqu'à 150 parachutistes et des blindés légers. Des responsables américains déclarent qu'un deuxième avion de transport russe II-76 a été abattu par les forces ukrainiennes à 85 kilomètres au sud de Kiev près de Bila Tserkva. La ville est défendue avec succès par les forces ukrainiennes et les combats baissent en intensité.
Vers 3 h 0, de violents échanges de tirs et d'explosions entre soldats russes et soldats ukrainiens accompagnés de civils ukrainiens armés ont lieu dans Kiev et sa banlieue[réf. nécessaire]. Plus de quarante-huit explosions en trente minutes sont signalées autour de Kiev, alors que l'armée ukrainienne se bat près de la centrale électrique CHP-6 dans le quartier nord de Troieshchyna. Un missile de croisière russe touche un immeuble résidentiel causant au moins six blessés dont un grave, d'après les pompiers kiéviens[réf. nécessaire]. Des centaines de victimes sont signalées lors de combats nocturnes à Kiev, où des bombardements ont détruit un immeuble, des ponts et des écoles. Selon BBC News, l'attaque pourrait être une tentative de couper l'électricité de la ville. De violents combats sont signalés près du zoo de Kiev et du quartier de Shuliavka[réf. nécessaire]. Tôt dans la journée du 26 février, l'armée ukrainienne repousse une attaque russe contre une base militaire située sur l'avenue Peremohy, une route principale de Kiev ; un assaut russe est repoussé sur la ville de Mykolaïv sur la mer Noire. Dans la journée, d'après les secours ukrainiens, des tirs russes touchent la clôture d'un centre de stockage de déchets radioactifs proche de Kiev. Des responsables américains indiquent qu'un avion de transport russe Il-76 a été abattu par les forces ukrainiennes près de Bila Tserkva, à environ 80 km au sud de Kiev,,. Un communiqué de la mairie de Kiev annonce que « le couvre-feu à Kyïv commencera samedi à 17 h (16 h en France) jusqu'à lundi à 8 h », ajoutant que « toutes les personnes se trouvant dans la rue pendant cette période-là seront considérées comme des membres des groupes de saboteurs ennemis ». Le Président Zelensky, resté à Kiev, refuse les offres américaines d'évacuation, demandant à la place plus de munitions pour les troupes ukrainiennes.
À 11 h, l'état-major ukrainien signale qu'un de ses avions avait effectué trente-quatre sorties au cours des dernières 24 heures, indiquant que la Russie avait continué, de manière inattendue, à ne pas gagner en supériorité aérienne.
Dans l'après-midi, la plupart des forces russes s'étant rassemblées autour de l'Ukraine combattent dans le pays. Le maire Vitaly Klitschko de Kiev impose un couvre-feu à partir de 17 heures du samedi jusqu'à 08 h 00 au lundi, avertissant que toute personne se trouvant à l'extérieur pendant cette période serait considérée comme des groupes ennemis de sabotage et de reconnaissance. Les connexions Internet sont interrompues dans certaines parties de l'Ukraine, en particulier dans le sud et l'est. En réponse à une demande de Mykhaïlo Fedorov, le vice-Premier ministre ukrainien, Elon Musk annonce qu'il met en place son service Starlink en Ukraine, avec « plus de terminaux en route »,.
D'après un représentant du ministère ukrainien de l'Intérieur, Vadym Denysenko, les forces russes ont avancé davantage vers Enerhodar et la centrale nucléaire de Zaporijjia, déployant des missiles Grad en vue d'une attaque prochaine de la centrale. L'administration d'État régionale de Zaporijjia déclare que les forces russes avançant sur Enerhodar sont ensuite retournées à Bolshaya Belozerka, un village situé à 30 km de la ville, le même jour.
Un cargo japonais, le MV Namura Queen avec vingt membres d'équipage à bord, est touché par un missile russe en mer Noire. Un navire moldave, le MV Millennial Spirit, est également bombardé par un navire de guerre russe, faisant de graves blessés.
Ramzan Kadyrov, le chef de la république tchétchène, confirme que les Kadyrovtsy, des unités fidèles à la République tchétchène, sont également déployées en Ukraine. D'après Oleksiy Danilov, le secrétaire du Conseil national de sécurité et de défense de l'Ukraine, des membres du Service fédéral de sécurité russe ont informé l'Ukraine que le but des Kadyrovtsy était d'infiltrer Kiev pour tenter d'assassiner le Président Zelensky. Les Kadyrovtsy s'étaient scindés en deux groupes, dont un sera détruit par les forces ukrainiennes.
Un garçon de six ans est tué et plusieurs autres blessés lorsque des tirs d'artillerie touchent l'hôpital pour enfants d'Okhmatdyt à Kiev. L'armée ukrainienne affirme avoir fait sauter un convoi de 56 pétroliers dans l'oblast de Tchernihiv transportant du diesel pour les forces russes.
À la fin de la journée, les forces russes avaient échoué dans leurs tentatives d'encercler et d'isoler Kiev, malgré des attaques mécanisées et aéroportées. La Russie engage sa réserve opérationnelle nord de 17 groupes tactiques de bataillon (BTG) après l'avance stoppée par les forces ukrainiennes de 14 BTG au nord de Kiev et annonce temporairement abandonner les tentatives de s'emparer de Tchernihiv et de Kharkiv après des attaques repoussées par une résistance ukrainienne déterminée, contournant ces villes pour continuer vers Kiev. Au sud, la Russie prend Berdiansk et menace d'encercler Marioupol.
L'Institut pour l'étude de la guerre (ISW) déclare qu'une planification et une exécution médiocres entraînent des problèmes de moral et de logistique pour l'armée russe dans le nord de l'Ukraine. Les forces russes sont confrontées à des pénuries d'essence et de carburant diesel, entraînant le blocage des chars et des véhicules blindés et ralentissant leur avance. Des vidéos émergent également montrant une colonne de chars russes et de véhicules blindés de transport de troupes, ou APC, bloqués sur le bord de la route. La Russie décide de ne pas déployer tout son arsenal ; cela était susceptible d'éviter les conséquences diplomatiques et de relations publiques des pertes civiles massives, ainsi que d'éviter de créer des décombres qui entraveraient l'avancée de ses propres forces.

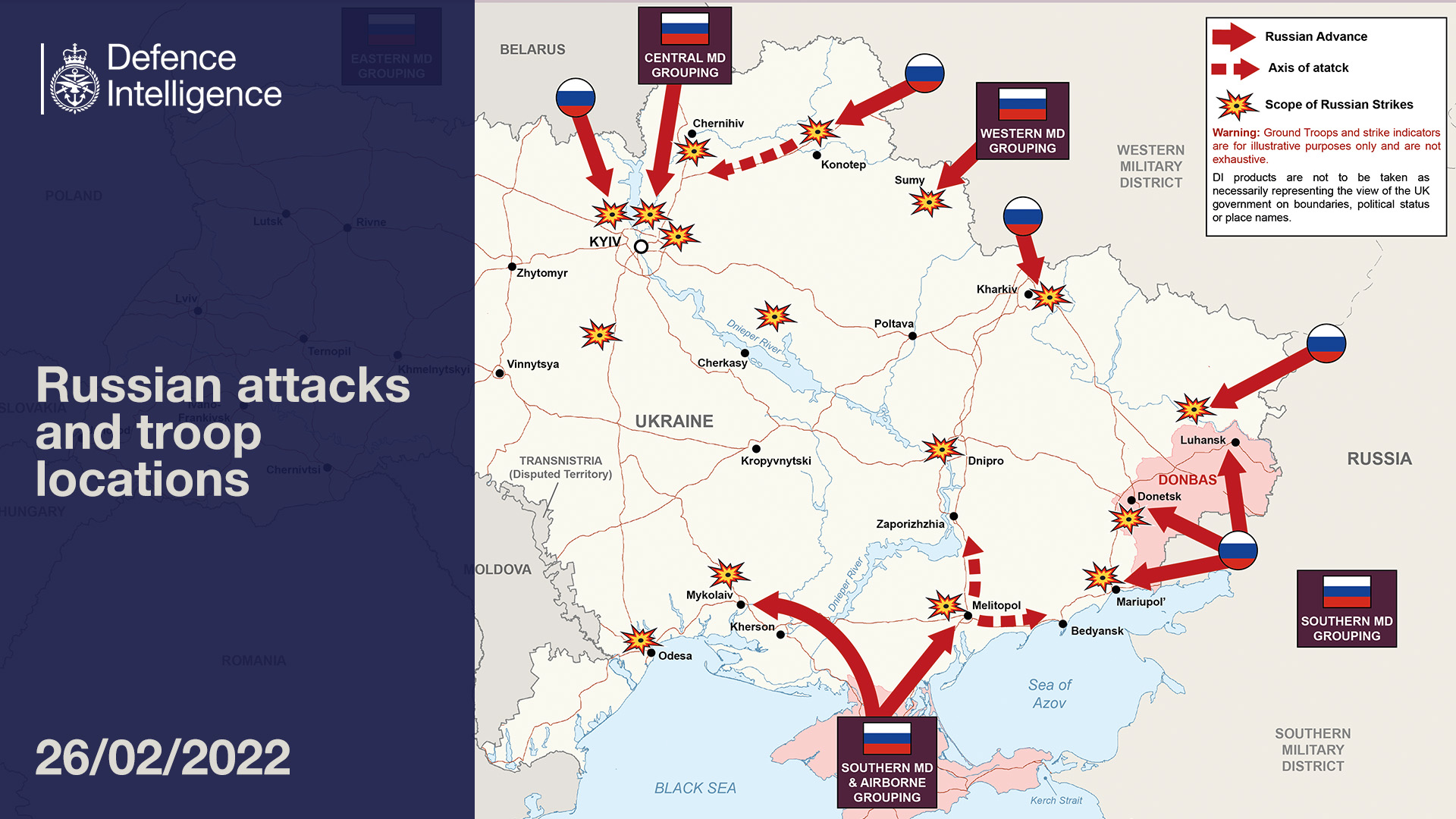
Situation au 26 février 2022[Note 1]
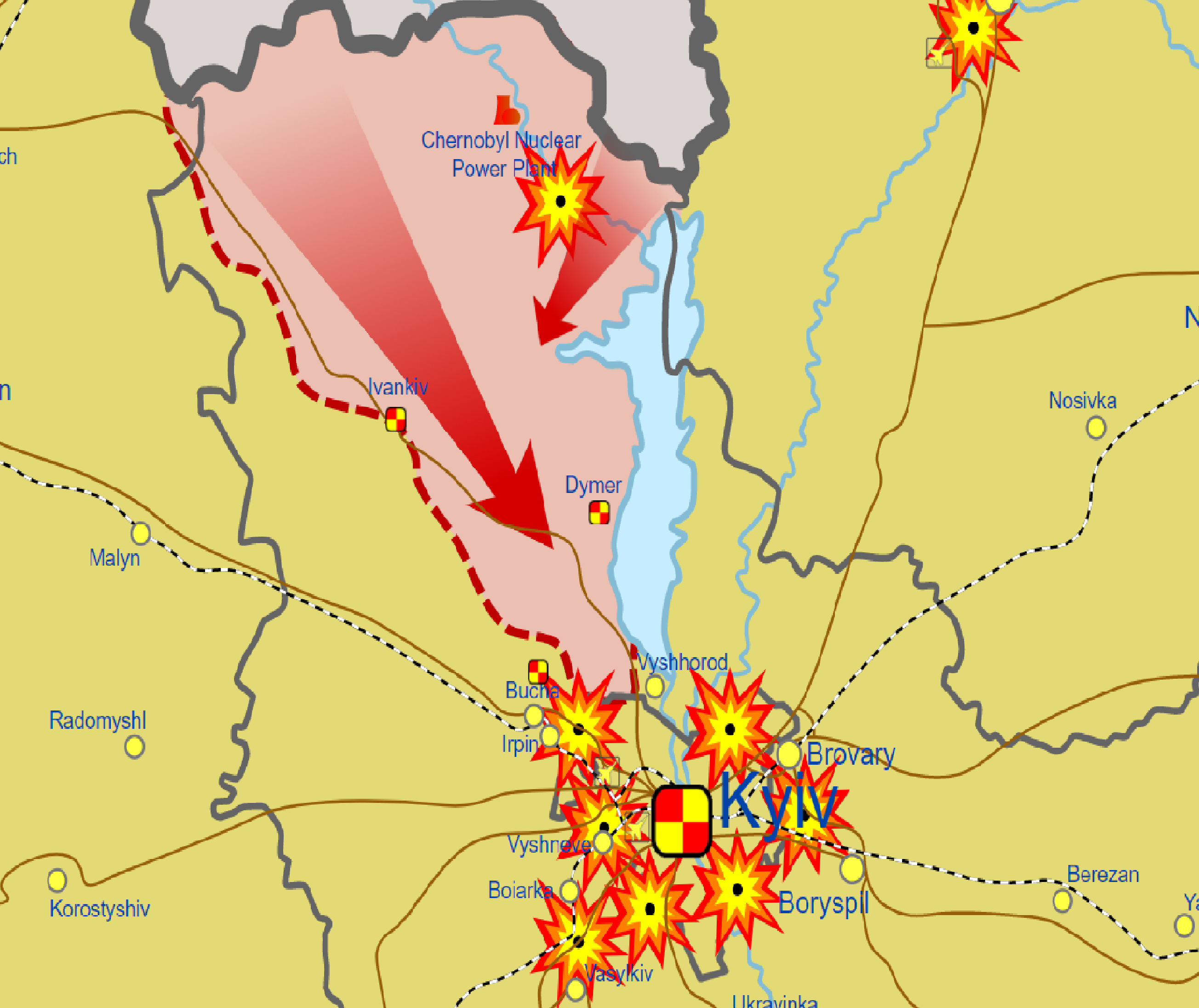
Bataille de Vassylkiv
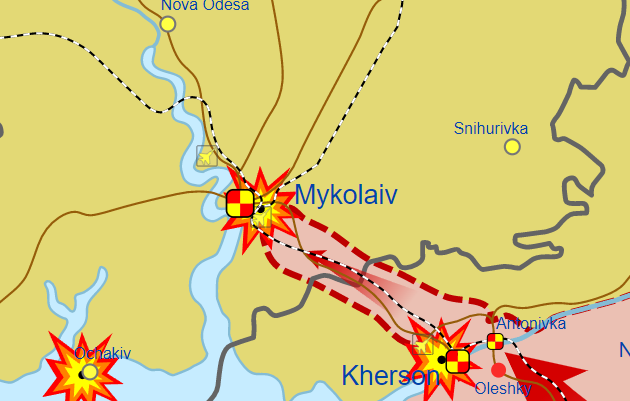
Bataille de Mykolaïv
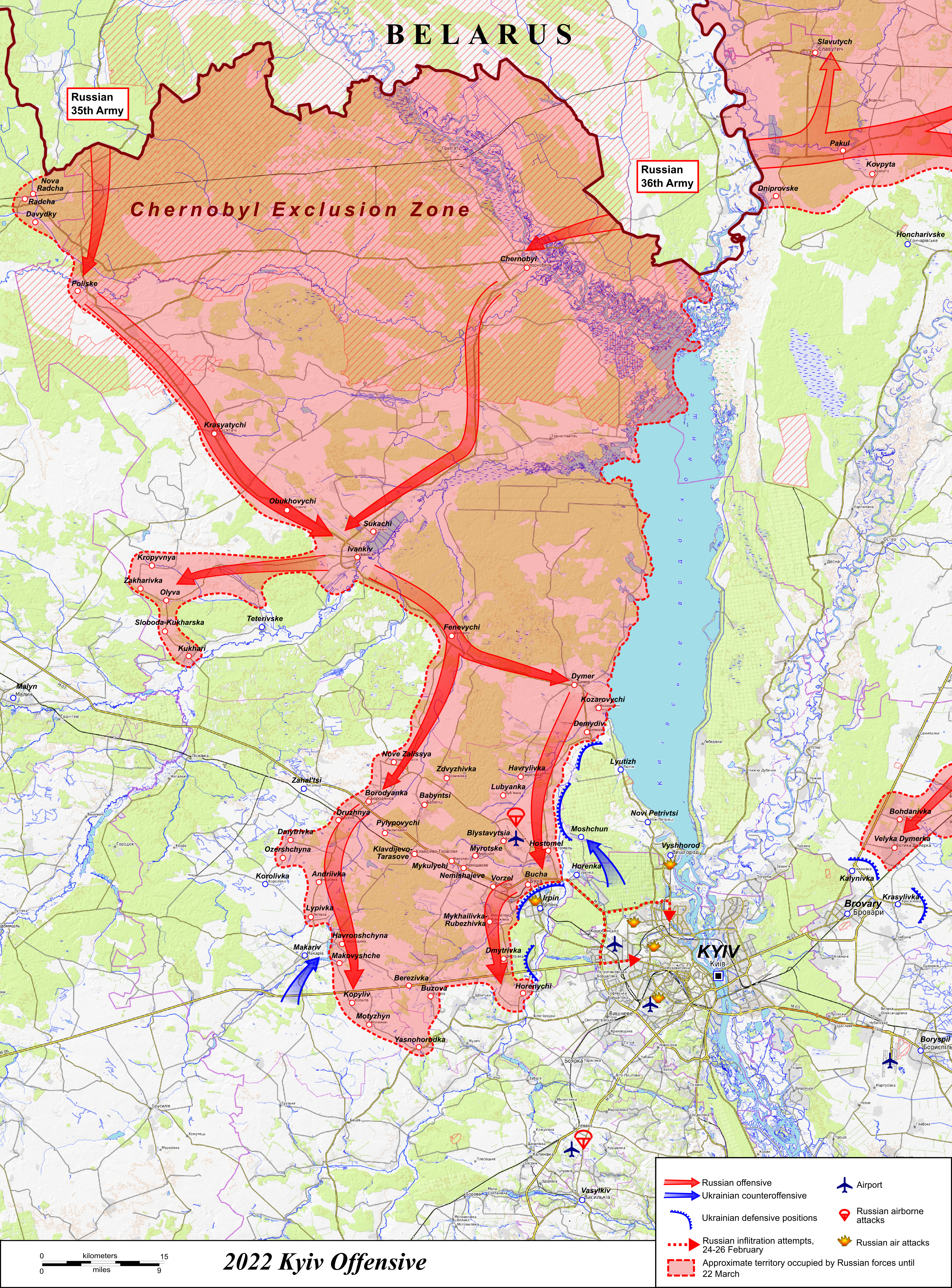
Avancée des forces russes sur Kiev du 24 février jusqu'à la mi-mars

##### 27 février

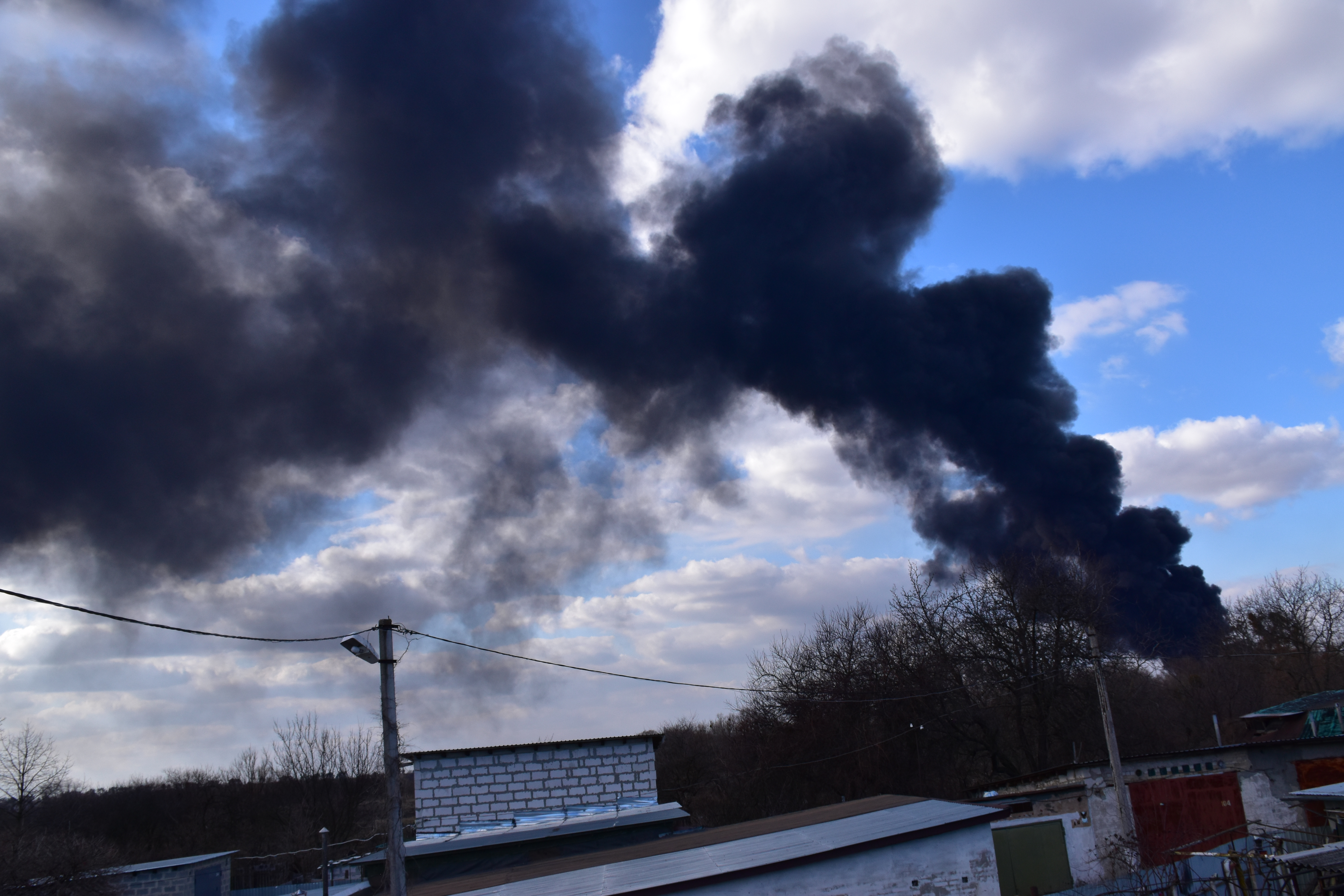
Fumée polluante faisant suite au ciblage du dépôt pétrolier du réseau de stations-service KLO (village de Krioutchki, près de Vassylkiv et de Kiev par missile (photo ici prise environ 05 h 30 après l'attaque, à 3.5 km du dépôt).

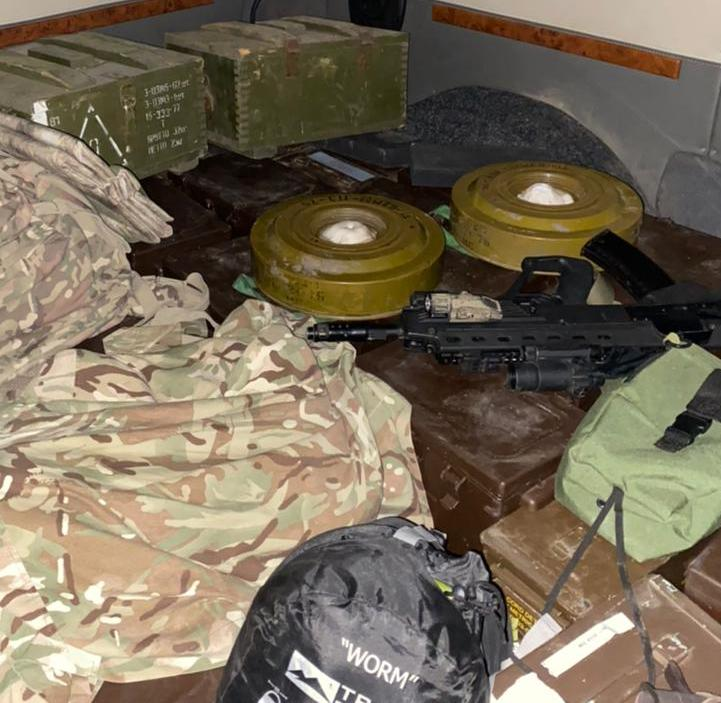
L'équipement du groupe russe de sabotage et de reconnaissance capturé dans l'oblast d'Odessa.

À 0 h 50 dans la nuit du 27 février, le dépôt pétrolier civil ukrainien situé dans le village de Krioutchki (uk) près de Vassylkiv, ville située au sud de Kiev, s'enflamme en répandant d'épaisses fumées noires et polluantes en raison d'une frappe d'un ou plusieurs missiles russes visant des dépôts de munitions proches,,, De violents combats près de la base aérienne de Vasylkiv empêchent les pompiers de lutter contre l'incendie.
Quelques heures plus tard, l'Associated Press rapporte que les forces russes ont également détruit un gazoduc à l'extérieur de Kharkiv,. Des combats urbains ont lieu dans la ville. Le gouverneur régional, Oleg Sinegoubov, indique que les forces ukrainiennes auraient notamment repoussé plusieurs blindés légers russes qui avaient réalisé une « percée » dans la ville. Le Service national d'urgence d'Ukraine sauve 80 personnes d'un immeuble résidentiel de neuf étages à Kharkiv après une frappe d'artillerie l'endommageant gravement et tuant une femme.
La même nuit, un groupe de Roms ukrainiens (Tsiganes) s'est emparé d'un char russe à Liubymivka, près de Kakhovka, dans l'oblast de Kherson,.
L'aéroport de Zhuliany est bombardé.
Selon des séparatistes prorusses de la province de Louhansk, un terminal pétrolier de la ville de Rovenky a été touché par un missile ukrainien.
Selon Vladimir Kovalenko, maire de Nova Kakhovka, les troupes russes occupent la ville. Il les accuse de détruire les colonies de Kozatske et de Vessele. Les troupes entrent dans Kharkiv ; des combats de rues s'y déroulent, surtout en centre-ville. Au même moment, les chars russes commencent à pénétrer dans Soumy. Les forces russes ont encerclé Kherson et Berdiansk, en plus de capturer Henichesk et l'aéroport international de Kherson à Chernobaevka,. En début d'après-midi, selon le gouverneur de l'oblast de Kharkiv, Oleh Syniehoubov, les forces ukrainiennes ont repris le contrôle total de Kharkiv, et des dizaines de soldats russes dans la ville se sont rendus d'après les autorités ukrainiennes. Hennadiy Matsegora, le maire de Kupiansk, accepta plus tard de céder le contrôle de la ville aux forces russes.
Le président ukrainien Zelensky accepte de participer à des pourparlers à la frontière entre l'Ukraine et la Biélorussie, à la suite d'une conversation téléphonique avec le président bélarusse Alexandre Loukachenko, et ce, malgré un sentiment de scepticisme du côté ukrainien. Le président ukrainien exige que les négociations se déroulent en territoire neutre, d'où son refus de participer aux discussions proposées auparavant à Homiel ou à Minsk.
Peu après 17 h (UTC+2), le maire de Koupiansk Hennadiy Matsehora, élu du parti prorusse OP-ZZ, annonce remettre sa ville aux forces d'invasion russes afin d'« éviter les pertes humaines et la destruction », suscitant une large vague d'indignation et provoquant l'ouverture d'une enquête préliminaire pour « atteinte à l'intégrité territoriale et à l'inviolabilité de l'Ukraine par un représentant de l'ordre et trahison » de la part du bureau du procureur de l'oblast de Kharkiv.
En fin de journée, le maire de Kiev Vitali Klitschko indique que la ville est « encerclée » par l'armée russe et que les civils ne peuvent plus être évacués en dehors de la ville, affirmations qu'il dément par la suite dans un communiqué,.
Au quatrième jour de l'offensive, lors d'un entretien avec ses chefs militaires retransmis à la télévision russe, le chef du Kremlin Vladimir Poutine a ordonné, en réponse à ce qu'il qualifie de « déclarations agressives » des membres de l'OTAN, « au ministre de la Défense et au chef d'état-major de mettre les forces de dissuasion de l'armée russe, qui comprennent un volet nucléaire, en régime spécial d'alerte au combat »,,,. Les forces de dissuasion russes sont un ensemble d'unités dont le but est de décourager une attaque contre la Russie, « y compris en cas de guerre impliquant l'utilisation d'armes nucléaires ». L'expression utilisée par Poutine, à savoir « mode spécial de service de combat », était inconnue sur la base de sources ouvertes. Cet ordre est interprété comme une menace et suscite des critiques de la part de l'OTAN, de l'UE et des Nations Unies (ONU) ; le secrétaire général de l'OTAN, Jens Stoltenberg, dénonce des paroles « dangereuses et irresponsables », tandis que le responsable de l'ONU, Stéphane Dujarric, qualifie l'idée d'une guerre nucléaire d'« inconcevable »,.
La Biélorussie modifie sa constitution  afin de pouvoir stocker l'arsenal nucléaire russe à partir du 27 février 2022.
Selon le cabinet d'analystes du renseignement Rochan Consulting, la Russie a réussi à relier la Crimée à des zones de l'est de l'Ukraine tenues par les forces prorusses en assiégeant Marioupol et Berdiansk. Berdiansk est capturé par les forces russes. La principale force russe de Crimée avance vers le nord en direction de Zaporijjia, tandis qu'une force russe sur la rive est du Dnipro menace Mykolaïv.

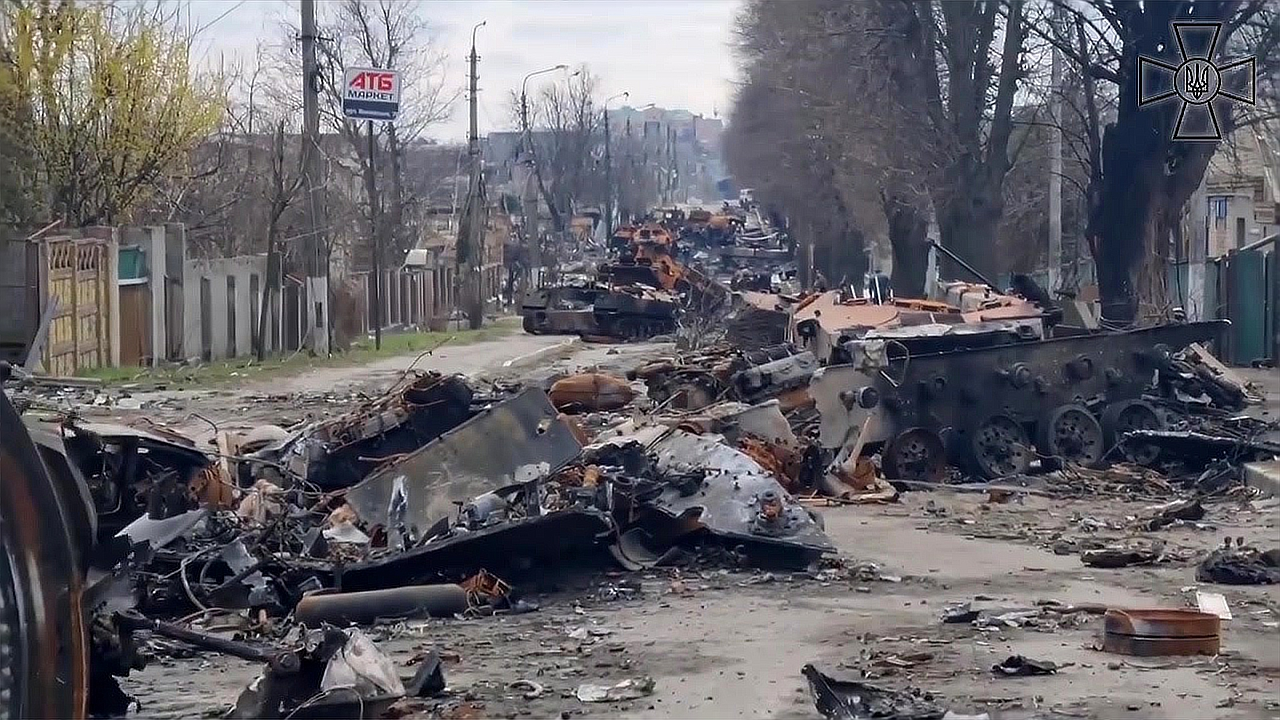
Véhicules militaires russes détruits sur une route de la ville de Boutcha, près de la capitale Kiev.

Les forces russes sont repoussées à Boutcha et Irpin au nord-ouest de Kiev. Selon les renseignements militaires britanniques, les forces mécanisées russes ont contourné Tchernihiv et se dirigent vers Kiev. Le gouverneur de l'oblast de Louhansk, Serhiy Haidaï, accuse les forces russes d'avoir détruit Stanytsia Luhanska et Shchastia avant de les capturer, tandis que le gouverneur de l'oblast de Donetsk, Pavlo Kyrylenko, les accuse d'avoir détruit Volnovakha.
Les forces russes dans le nord de l'Ukraine ont probablement effectué une « pause opérationnelle » à partir de la veille afin de déployer des forces et des fournitures supplémentaires ; les ressources militaires russes qui ne faisaient pas auparavant partie de la force d'invasion étaient déplacées vers l'Ukraine en prévision d'un conflit plus difficile que prévu initialement.

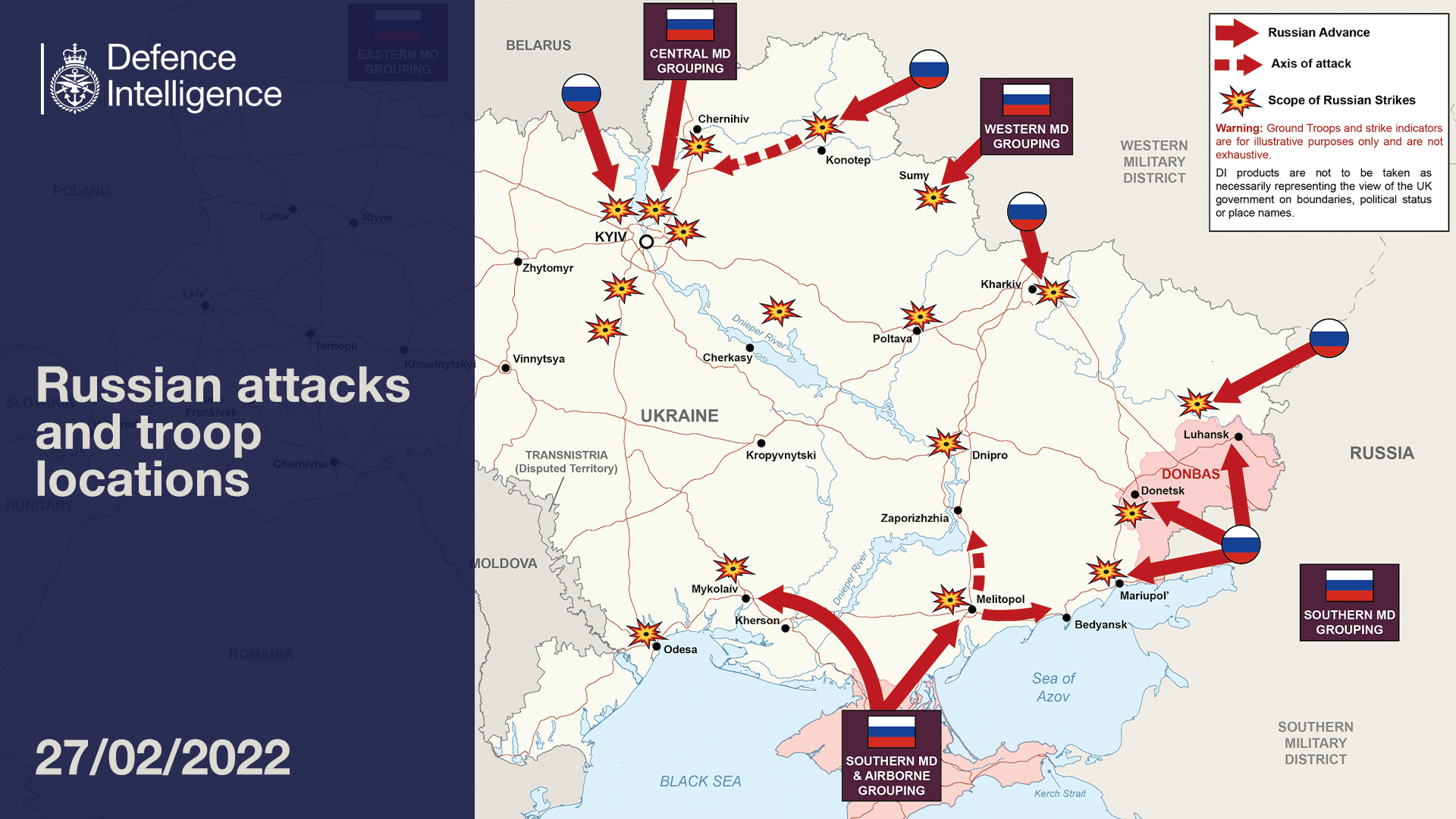
Situation au 27 février 2022[Note 1]
- Manifestation antiguerre à Minsk en Biélorussie
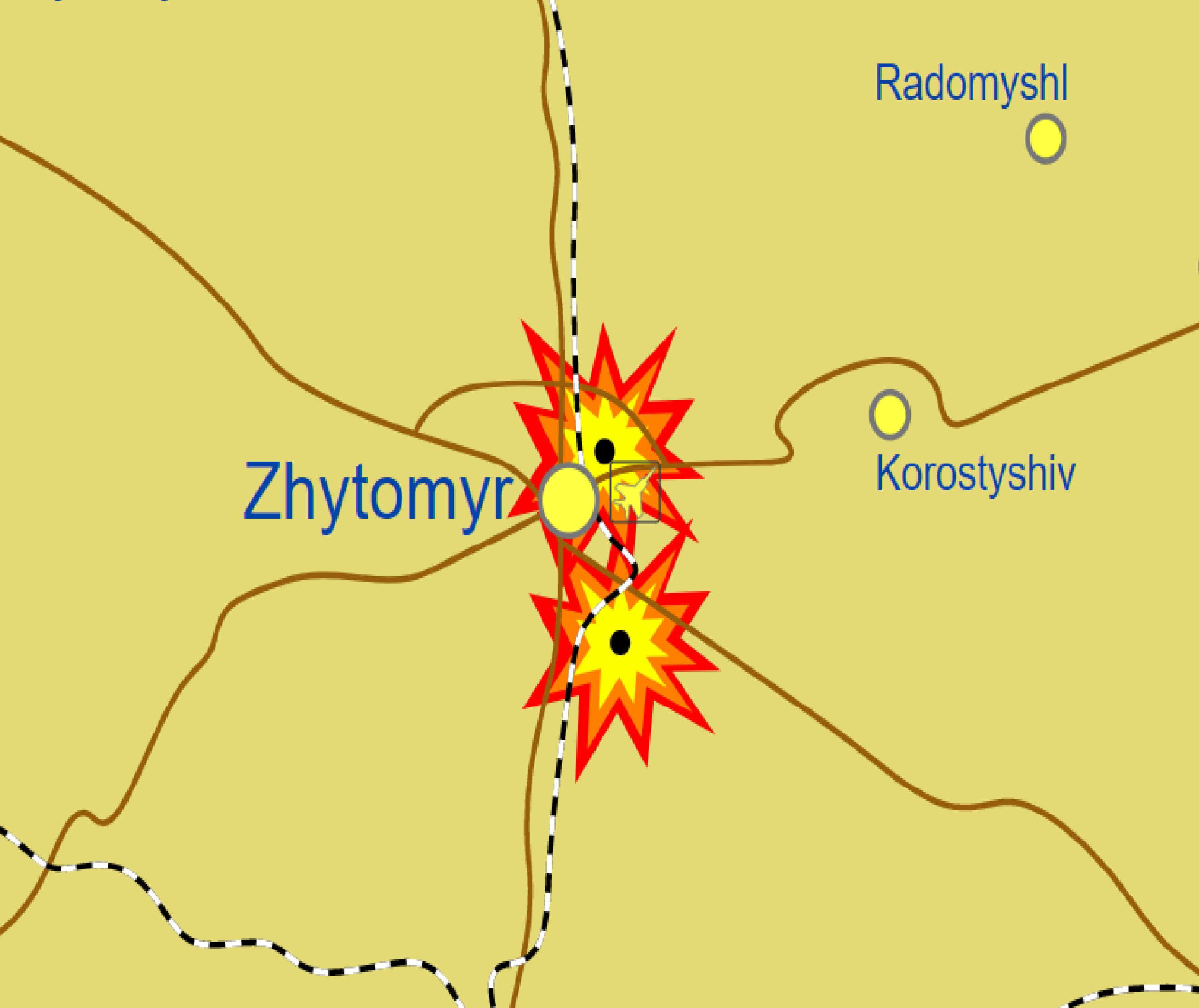
Attaque de l'aéroport de Jytomyr

##### 28 février
Des combats ont lieu autour de Marioupol durant toute la nuit. Le matin du 28 février, le ministère britannique de la Défense estime que la plupart des forces terrestres russes stationnent à plus de 30 km au nord de Kiev, ralenties par la résistance ukrainienne à l'aéroport de Hostomel. Des combats ont lieu près de Tchernihiv et de Kharkiv, les deux villes restant sous contrôle ukrainien. Maxar Technologies publie des images satellite montrant une colonne russe d'une longueur de 64 km, comprenant des chars et de l'artillerie automotrice, se dirigeant vers Kiev près d'Ivankiv.
The Times rapporte que le groupe Wagner avait été redéployé d'Afrique à Kiev, avec l'ordre d'assassiner le Président Zelensky pendant les premiers jours de l'invasion russe.
Selon le conseiller ukrainien Oleksiy Arestovytch, plus de 200 véhicules militaires russes ont été détruits ou endommagés sur l'autoroute entre Irpin et Jytomyr à 14 h 0 EET. Neuf civils ont été tués et 37 blessés à cause des bombardements russes sur Kharkiv pendant la journée d'après le maire Ihor Terekhov. Oksana Markarova, l'ambassadrice ukrainienne aux États-Unis, accuse la Russie d'utiliser une bombe thermobarique.
Les pourparlers entre les représentants ukrainiens et russes à Gomel, en Biélorussie, se terminent sans issue favorable,. Comme condition pour mettre fin à l'invasion, Poutine exige la neutralité de l'Ukraine, la « dénazification » et la « démilitarisation », et la reconnaissance de la Crimée comme territoire russe.
Lors d'un briefing matinal, le major général Igor Konachenkov affirme que la Russie possède une « supériorité aérienne totale » sur le territoire ukrainien, affirmation contestée par un haut responsable militaire américain. Celui-ci a déclaré, sous le couvert de l'anonymat, que « les défenses aériennes ukrainiennes sont toujours intactes et viables en ce qui concerne les avions et les systèmes lance-missiles, et elles sont engagées ».
La Russie intensifie ses frappes sur les aérodromes et les centres logistiques ukrainiens, en particulier à l'ouest, dans une tentative apparente d'immobiliser l'armée de l'air ukrainienne et de perturber le réapprovisionnement des pays de l'ouest. Dans le nord, l'ISW qualifie la décision d'utiliser l'artillerie lourde à Kharkiv « d'inflexion dangereuse ». Des forces russes supplémentaires et des colonnes logistiques dans le sud de la Biélorussie semblent manœuvrer pour soutenir un assaut de Kiev. Un analyste du Royal United Services Institute déclare que l'armée régulière ukrainienne ne fonctionnait plus en formations mais dans des défenses en grande partie fixes, et était de plus en plus intégrée aux forces de défense territoriales et aux volontaires armés.
Le ministère russe de la Défense annonce la prise de Berdiansk et Enerhodar, en plus des environs de la centrale nucléaire de Zaporijjia. L'Ukraine nie avoir perdu le contrôle de cette dernière.
Le 28 février, une crise diplomatique dans les relations gréco-russes éclate lorsque les forces aériennes de cette dernière ont bombardé les deux colonies de Buhas et Sartana, majoritairement peuplées de Grecs ukrainiens près de Marioupol, tuant 12 Grecs. Face aux protestations grecques, celle-ci convoque l'ambassadeur de Russie. Le président français Emmanuel Macron et le secrétaire d'État américain Antony Blinken, ainsi que l'Allemagne, et d'autres pays, expriment leurs condoléances à la Grèce. Les autorités russes nient toute responsabilité, tandis que les autorités grecques annoncent tenir des preuves de l'implication russe. En réponse, le Premier ministre grec Kyriakos Mitsotakis annonce l'envoi de matériel militaire défensif et une aide humanitaire pour soutenir l'Ukraine,.
Les gouvernements ukrainien et russe s'accusent mutuellement d'utiliser des civils comme boucliers humains. Vadym Denysenko, conseiller du ministre de l'Intérieur ukrainien, a déclaré que les troupes russes ont tenté de rassembler les habitants des villages adjacents de Kherson pour les utiliser comme bouclier humain, dans le cadre d'une « mission humanitaire » artificielle afin de traverser le pont vers Kherson.
Vadym Denysenko, conseiller du ministre de l'Intérieur ukrainien, affirme que plus de deux cents véhicules militaires russes ont été détruits ou endommagés sur l'autoroute entre Irpin et Jytomyr à 14 heures, heure locale. Il a également déclaré que les troupes russes avaient bombardé Tchernihiv lundi soir, touchant plusieurs bâtiments, provoquant plusieurs incendies et qu'à Volnovakha, dans la région de Donetsk, la situation est assez difficile.
Plus de 70 soldats ukrainiens sont tués dans le bombardement d'une base militaire de la ville d'Okhtyrka,.
La cheffe de l'exécutif européen, Ursula von der Leyen annonce vouloir accueillir l'Ukraine dans l'Union européenne ; ce à quoi le Président Zelensky répond : « Oui, tout de suite ! ».
À la suite du référendum constitutionnel approuvé la veille, la Biélorussie abandonne son obligation de demeurer une zone non nucléaire, une première depuis la dissolution de l'URSS. Cette décision laisse présager le déploiement d'armes nucléaires sur le territoire biélorusse par la Russie,. Un responsable américain déclare que la Biélorussie se prépare à envoyer ses propres soldats en Ukraine pour soutenir l'invasion russe, malgré les accords antérieurs avec l'Ukraine. The Kyiv Independent relaie un rapport anonyme de journalistes d'opposition biélorusses selon lequel des parachutistes biélorusses devaient être déployés, probablement dans les régions de Kiev ou de Jytomyr.
Une équipe de reportage de Sky News, alors qu'elle tente de retourner à Kiev, essuie des tirs de ce que l'Ukraine qualifie d'escouade de reconnaissance de saboteurs russes. Stuart Ramsay, membre de l'équipe, a été blessé au bas du dos,,.
L'ONU annonce qu'il y a déjà 368 000 ukrainiens fuyant la guerre qui ont pu rejoindre l'Union Européenne, notamment par la Pologne. D'interminables files d'attente se sont formées aux frontières, avec 20 à 70 heures aux postes-frontières de la Pologne, selon un document interne de l'ONU.

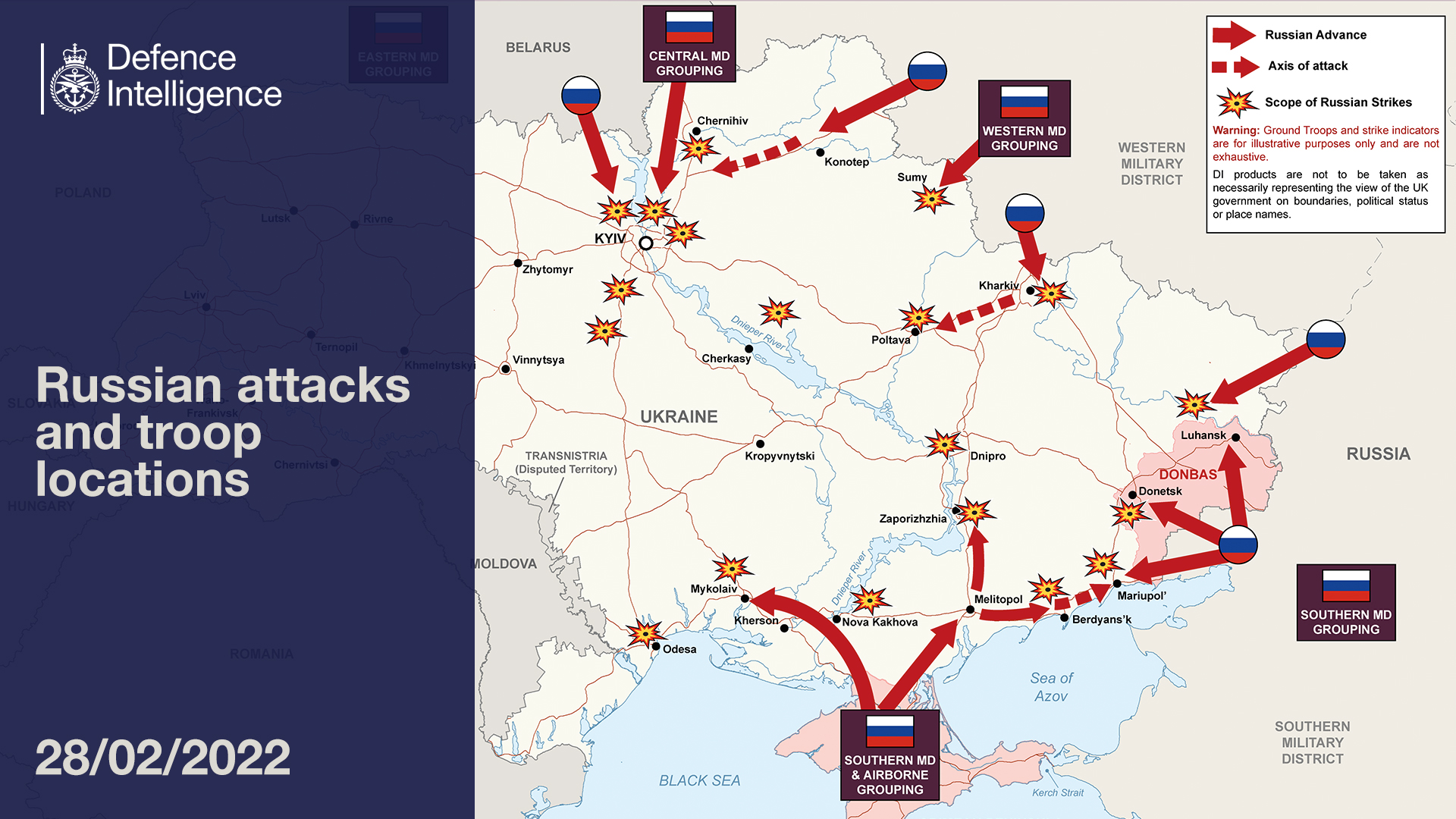
Situation au 28 février 2022[Note 1]

| Mars Article détaillé : Chronologie de l'invasion de l'Ukraine par la Russie (mars 2022) . Avril Article détaillé : Chronologie de l'invasion de l'Ukraine par la Russie (avril 2022) . Mai Article détaillé : Chronologie de l'invasion de l'Ukraine par la Russie (mai 2022) . Juin Article détaillé : Chronologie de l'invasion de l'Ukraine par la Russie (juin 2022) . Juillet Article détaillé : Chronologie de l'invasion de l'Ukraine par la Russie (juillet 2022) . Août Article détaillé : Chronologie de l'invasion de l'Ukraine par la Russie (août 2022) . Septembre Article détaillé : Chronologie de l'invasion de l'Ukraine par la Russie (septembre 2022) . Octobre Article détaillé : Chronologie de l'invasion de l'Ukraine par la Russie (octobre 2022) . Novembre Article détaillé : Chronologie de l'invasion de l'Ukraine par la Russie (novembre 2022) . Décembre Article détaillé : Chronologie de l'invasion de l'Ukraine par la Russie (décembre 2022) . | 2023 Janvier Article détaillé : Chronologie de l'invasion de l'Ukraine par la Russie (janvier 2023) . Février Article détaillé : Chronologie de l'invasion de l'Ukraine par la Russie (février 2023) . Mars Article détaillé : Chronologie de l'invasion de l'Ukraine par la Russie (mars 2023) . Avril Article détaillé : Chronologie de l'invasion de l'Ukraine par la Russie (avril 2023) . Mai Article détaillé : Chronologie de l'invasion de l'Ukraine par la Russie (mai 2023) . Juin Article détaillé : Chronologie de l'invasion de l'Ukraine par la Russie (juin 2023) . Juillet Article détaillé : Chronologie de l'invasion de l'Ukraine par la Russie (juillet 2023) . Août Article détaillé : Chronologie de l'invasion de l'Ukraine par la Russie (août 2023) . Septembre Article détaillé : Chronologie de l'invasion de l'Ukraine par la Russie (septembre 2023) . Octobre Article détaillé : Chronologie de l'invasion de l'Ukraine par la Russie (octobre 2023) . Novembre Article détaillé : Chronologie de l'invasion de l'Ukraine par la Russie (novembre 2023) . Décembre Article détaillé : Chronologie de l'invasion de l'Ukraine par la Russie (décembre 2023) . | 2024 Janvier Article détaillé : Chronologie de l'invasion de l'Ukraine par la Russie (janvier 2024) . Février Article détaillé : Chronologie de l'invasion de l'Ukraine par la Russie (février 2024) . Mars Article détaillé : Chronologie de l'invasion de l'Ukraine par la Russie (mars 2024) . Avril Article détaillé : Chronologie de l'invasion de l'Ukraine par la Russie (avril 2024) . Mai Article détaillé : Chronologie de l'invasion de l'Ukraine par la Russie (mai 2024) . Juin Article détaillé : Chronologie de l'invasion de l'Ukraine par la Russie (juin 2024) . Juillet Article détaillé : Chronologie de l'invasion de l'Ukraine par la Russie (juillet 2024) . Août Article détaillé : Chronologie de l'invasion de l'Ukraine par la Russie (août 2024) . Septembre Article détaillé : Chronologie de l'invasion de l'Ukraine par la Russie (septembre 2024) . Octobre Article détaillé : Chronologie de l'invasion de l'Ukraine par la Russie (octobre 2024) . Novembre Article détaillé : Chronologie de l'invasion de l'Ukraine par la Russie (novembre 2024) . Décembre Article détaillé : Chronologie de l'invasion de l'Ukraine par la Russie (décembre 2024) . | 2025 Janvier Article détaillé : Chronologie de l'invasion de l'Ukraine par la Russie (janvier 2025) . Février Article détaillé : Chronologie de l'invasion de l'Ukraine par la Russie (février 2025) . Mars Article détaillé : Chronologie de l'invasion de l'Ukraine par la Russie (mars 2025) . Avril Article détaillé : Chronologie de l'invasion de l'Ukraine par la Russie (avril 2025) . Mai Article détaillé : Chronologie de l'invasion de l'Ukraine par la Russie (mai 2025) . Juin Article détaillé : Chronologie de l'invasion de l'Ukraine par la Russie (juin 2025) . Juillet Article détaillé : Chronologie de l'invasion de l'Ukraine par la Russie (juillet 2025) . |